# 昭和の森ゴルフコース

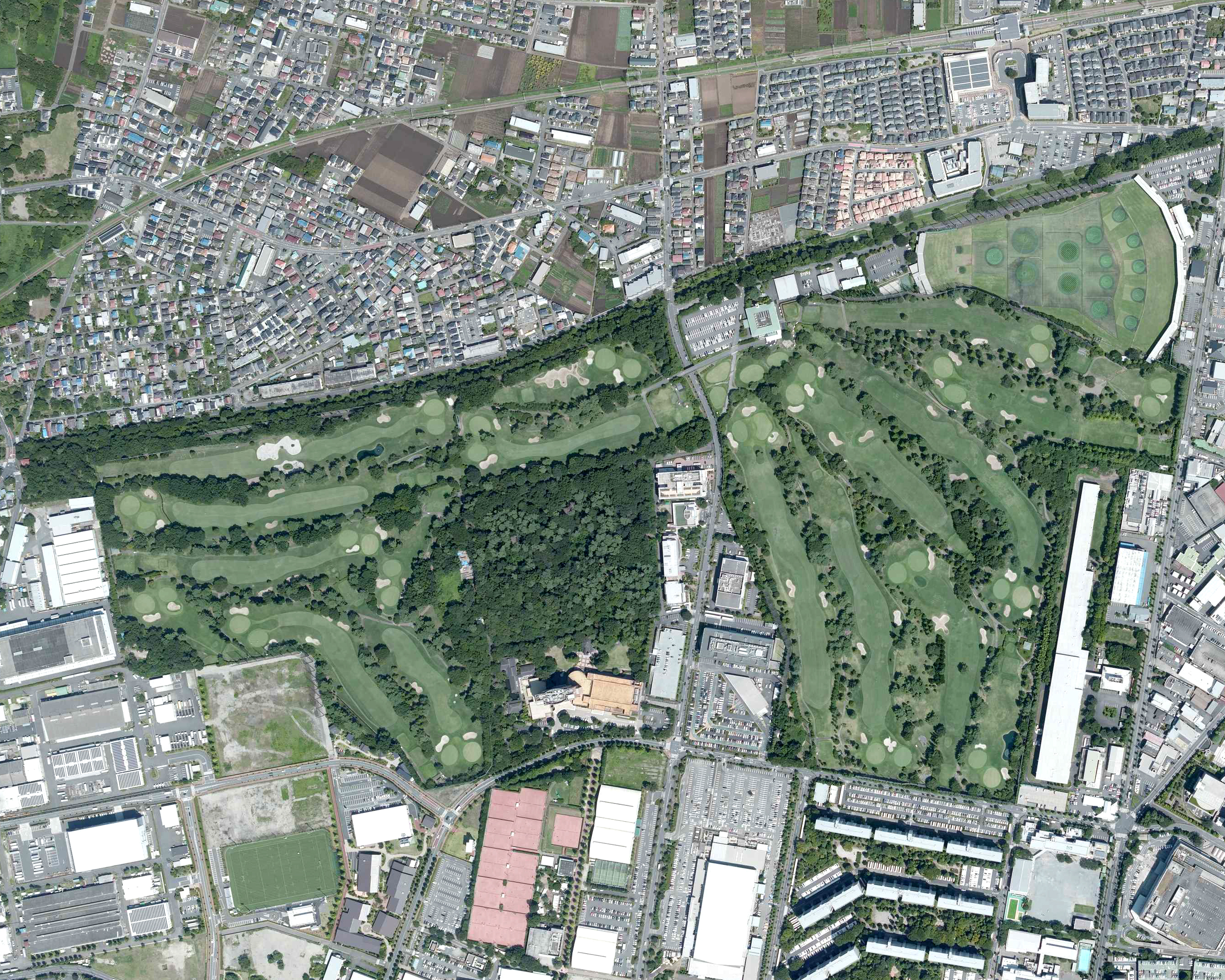
昭和の森ゴルフコースの空中写真。。2019年8月17日撮影。

昭和の森ゴルフコース（しょうわのもりゴルフコース）は、東京都昭島市に所在していたゴルフコース。昭和飛行機都市開発株式会社（前身は昭和飛行機工業）の連結子会社であるアーバンリゾーツ昭和の森が管理・運営した。

## 歴史
1969年（昭和44年）8月に東京都昭島市の米軍接収地域の飛行場用地が返還されたことを受け、パブリックゴルフ場が開設された。当初は「昭和パブリックゴルフコース」の名称だったが、1984年（昭和59年）に「昭和の森ゴルフコース」となった。
ゴルフ練習場は2023年6月30日で、ゴルフコースは同年10月25日で営業を終了した。ゴルフコース閉鎖後は大規模多機能型物流施設「GLP ALFALINK 昭島」となり、2024年4月に着工、2026年頃から順次竣工し、全体の竣工は2028～29年頃となる計画である。